# ダイバータ
ダイバータ（英: divertor）とは核融合炉を構成する機器のひとつ。粒子排気、熱除去、プラズマ閉じ込め改善の3つの機能を担う。

## 概要
環状型のプラズマ閉じ込め装置では、コアプラズマから壁へ拡散しようとする熱流束や粒子束による、装置内壁の損傷が問題となる。この問題解決のために、コアプラズマからの熱流束・粒子束を磁場配位によりダイバータ領域へ集中させるダイバータ磁場配位がある。この磁場配位では、コアプラズマからの熱流束・粒子束はScrape-Off層(SOL)を通ってダイバータプレートへ向かう。ダイバータ磁場配位の利点は、プラズマ粒子をダイバータ部に集中させることにより効率の良い排熱・排不純物粒子ができる点、ダイバータプレート以外の装置内壁の損傷を低減できる点、などがあげられる。ダイバータ磁場配位の問題点はダイバータプレートへの高熱負荷・粒子負荷である。このため、ダイバータ領域での放射冷却や非接触プラズマの形成が課題となっている。

## ダイバータ材料
アーマ材料
ダイバータの表面部はプラズマに対向するため、スパッタリングの小さな材料すなわち原子番号の大きな（高Z）タングステンや、スパッタリングしても炉心プラズマの閉じ込めに悪影響を及ぼさない原子番号の小さな（低Z）炭素などが用いられる。ITERではタングステン・モノブロック・ダイバータが実験当初より使用されることとなっている。
ヒートシンク材料
ダイバータに流入する数10MW/m^2にも達する高熱流束を除去するために、ITERでは高熱伝導率を有する銅合金がヒートシンク材料として用いられるが、ITER以降の原型炉では中性子照射量が大きくなるため、低放射化フェライト鋼の使用が検討されている。